# Grand office de la couronne de France

Armes de la couronne de France.

Les grands offices de la couronne de France étaient des offices de gouvernement attribués par le roi de France au Moyen Âge et à l’Époque moderne. Ces offices virent leur nombre et leur nature varier grandement au cours de l'histoire de la monarchie française.

## Historique

### Période mérovingienne
Sous les Mérovingiens, les officiers de la couronne furent le maire du palais, les ducs ou gouverneurs des provinces, les comtes ou gouverneurs des villes, les comtes du palais, le comte de l'étable qui devint le connétable, le référendaire qui se transforma en chancelier, le chambrier ou chambellan.

### Période carolingienne
Sous les Carolingiens s'ajoutèrent les offices de grand aumônier, de sénéchal, de grand échanson, de grand maréchal, de grand veneur et de fauconnier.

### Période capétienne
Ces différents grands offices furent transformés progressivement par les Capétiens. Les Valois-Angoulême entreprirent de réformer la Cour royale avec le Conseil du Roi et les grands offices pour donner une plus grande efficacité à leurs actions.
Henri III fixa leur nombre par les lettres patentes du 3 avril 1582. Ils furent modifiés ensuite par Henri IV, puis, en 1626, par Louis XIII, et enfin, en 1689, par Louis XIV.
Tous ces offices étaient à la disposition du roi, n’étant ni héréditaires ni vénaux. Toutefois les dignitaires étaient nommés à vie, excepté le garde des sceaux.

## Les grands offices duXIeauXVIesiècle
Du règne d'Henri Ier (1031) à celui de Louis VIII (1226), les chartes et les lettres du roi étaient souscrites par :
- le chancelier de France (administrateur de la justice et garde des grands et petits sceaux) ;
- le garde des sceaux de France à partir de 1201 (supplée le chancelier) ;
- le connétable de France (administrateur et chef des armées) ;
- le maître d'hôtel du roi jusqu'en 1413 puis le grand maître de France (chef et surintendant général de la Maison du roi) ;
- le grand chambrier de France jusqu'en 1545 (chef de la chambre du roi. Sous les premiers Capétiens, il administrait également le Trésor royal) ;
- le grand chambellan de France (direction de la chambre et de la garde-robe du roi et garde du sceau secret) ;
- et le grand bouteiller de France (gestionnaire des approvisionnements de la cour de France).

À partir de 1320, les chanceliers cessèrent de signer les lettres mais continuaient à y apposer le sceau.

## Les grands offices du temps d'Henri III
Dans l’ordre hiérarchique fixé par une déclaration d'Henri III de 1582, on trouve :
1. le connétable de France, responsable des écuries royales, puis de l'administration et de la conduite des armées. La dignité a été supprimée en 1626 à la mort du dernier porteur de ce titre, le pouvoir important qu'il octroyait à son propriétaire pouvant faire ombrage au roi.
2. le chancelier de France, responsable du scellage et de l'expédition des actes royaux, puis chef de la justice ; le chancelier avait comme suppléant le garde des sceaux de France, qui assurait tous les devoirs du chancelier en cas de disgrâce de celui-ci ;
3. le grand maître de France, responsable de la maison du roi pour sa partie civile ;
4. le grand chambellan de France, responsable de la chambre du roi ;
5. l’amiral de France, responsable des affaires maritimes ; dignité supprimée en 1627 et recréée en 1669 ;
6. les maréchaux de France, dignitaires militaires et chefs de facto de l’armée après la suppression de l’office de connétable ;
7. le grand écuyer de France, responsable de l'écurie royale ;
8. le grand maître de l’artillerie, responsable de l’artillerie, des sièges et de l’approvisionnement en armes ; cette charge a été érigée en grand office de la couronne par Henri IV en 1601 et supprimée par Louis XV en 1755 ;
9. le grand voyer de France, responsable des routes royales, des alignements, des places, de l’embellissement des villes ; cette charge a été érigée en grand office de la couronne par Henri IV pour Sully en 1599 et réunie en 1626 au Bureau des finances[1].

## Les autres grands offices
Les grands officiers de la couronne sont à distinguer des officiers de la Maison du Roi. Seuls trois grands officiers de la Maison du Roi étaient aussi grands officiers de la couronne : le grand maître, le grand chambellan et le grand écuyer.
Cependant, un certain nombre d’offices de la cour du roi hérités de l’époque médiévale sont considérés a posteriori comme des grands offices de la couronne :
1. le sénéchal de France, chef de la maison royale et des armées ; dignité supprimée en 1191 ;
2. le grand chambrier de France, chef de la chambre du roi ; dignité supprimée en 1545 ;
3. le grand bouteiller de France, qui supervise l’administration des vignobles du domaine royal ; dignité supprimée en 1791 ;
4. le grand échanson de France, qui gère l’approvisionnement en vin de la cour ; dignité liée à la précédente ; dignité supprimée en 1791 ;
5. le grand panetier de France, qui dirige l’approvisionnement en pain de la cour ; dignité supprimée en 1792 ;
6. le grand queux de France, qui supervise les cuisines de la cour ; dignité supprimée en 1490.

Les trois derniers offices ne sont pas toujours inclus dans la liste des grands offices de la couronne.